# Hans Rothenberg
Hans Rothenberg (* 23. Oktober 1961) ist Abgeordneter des Schwedischen Reichstags seit September 2006 für die Moderata samlingspartiet. Rothenberg ist Mitglied des Gewerbeausschusses. Sein Wahlkreis ist die Stadt Göteborg.